# Vinstra
Vinstra är en tätort och stad i Nord-Frons kommun i Innlandet fylke i Norge. Orten ligger i Gudbrandsdalen, vid Europaväg 6, Dovrebanan och älven Gudbrandsdalslågen. Den utgör kommunens centralort såväl som största tätort.